# Szumsk (miasto)
Szumsk (ukr. Шумськ) – miasto na Ukrainie, w obwodzie tarnopolskim w rejonie krzemienieckim, była siedziba rejonu szumskiego, do 1945 w Polsce, w województwie wołyńskim, w powiecie krzemienieckim, siedziba gminy Szumsk.

## Historia

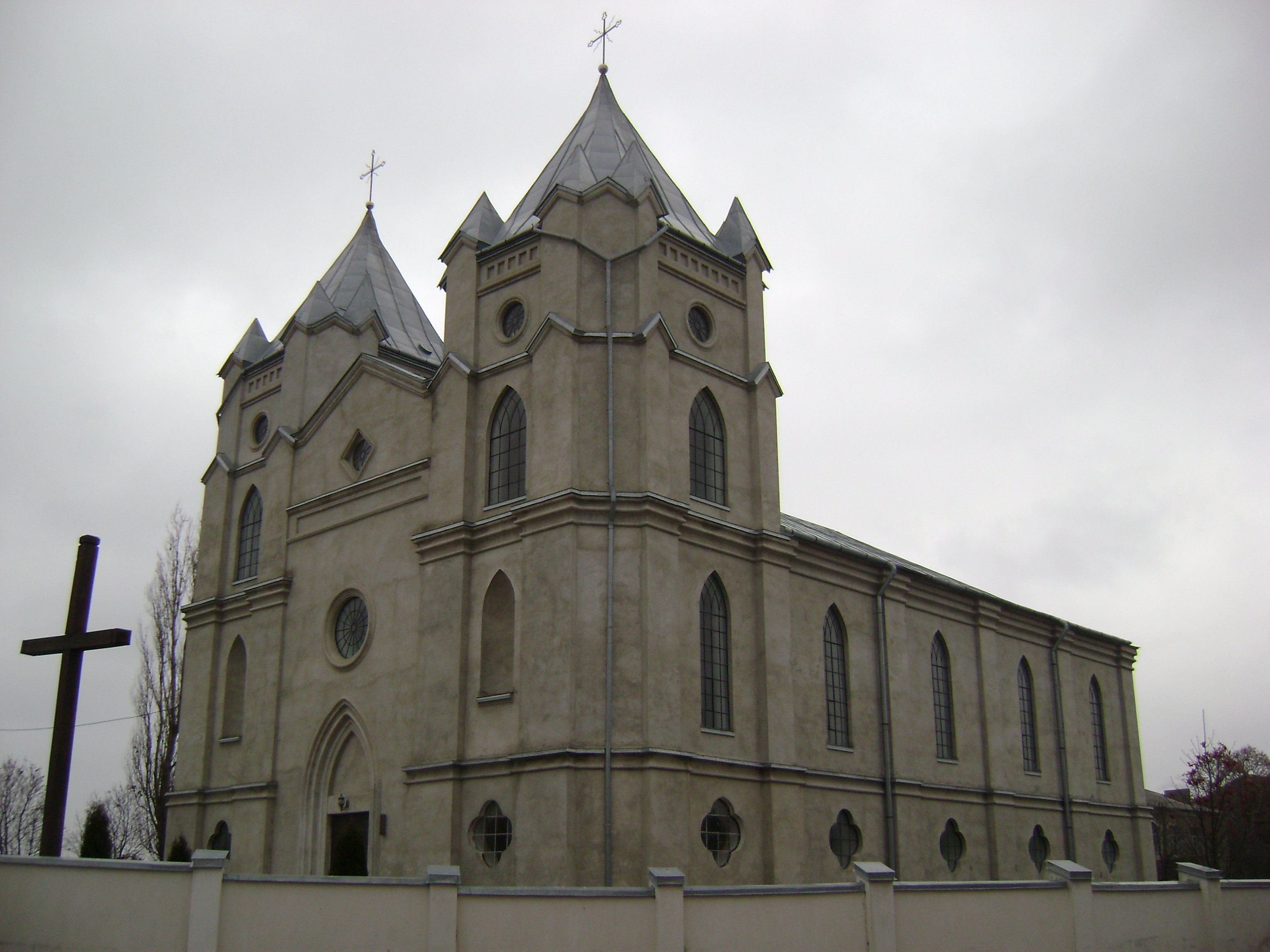
Kościół pw. Niepokalanego Poczęcia NMP

Szumsk jest jedną z najwcześniej wzmiankowanych miejscowości na Wołyniu (1149). W 1637 roku założono tu klasztor bazylianów, zniszczony wraz z całym miastem podczas powstania Chmielnickiego. W 1715 roku Stanisław Maliński ufundował klasztor franciszkanów, po powstaniu listopadowym skasowany; kościół klasztorny zamieniono na cerkiew prawosławną.
W okresie międzywojennym miejscowość była siedzibą gminy Szumsk. Miasteczko było zamieszkane głównie przez ludność żydowską (70%), która została wymordowana przez Niemców z pomocą ukraińskiej policji 8 sierpnia 1942 roku podczas likwidacji getta; za miastem znajduje się zbiorowa mogiła 1792 rozstrzelanych mieszkańców.
Podczas okupacji hitlerowskiej, w marcu 1942 roku Niemcy utworzyli getto dla żydowskich mieszkańców. Przebywało w nim około 2000 osób. 18 sierpnia 1942 roku Niemcy zlikwidowali getto, a Żydów zamordowali. Sprawcami zbrodni było Gestapo i SD z Równego, niemiecka żandarmeria oraz ukraińska policja.
W nocy z 20 na 21 marca 1943 na Szumsk napadła bojówka złożona ze zbiegłych policjantów ukraińskich i banderowców, wywlekając z domów kilku Polaków i zabijając na terenie byłego getta. Miasto stało się schronieniem dla około 3 tys. Polaków uciekających z wiosek przed rzeziami UPA; wsie gminy w znacznej części były polskie. Niemcy utworzyli w Szumsku oddział policji złożony z Polaków, który dawał ochronę uchodźcom.
Armia Czerwona zajęła Szumsk 26 lutego 1944 roku. Polacy zostali ekspatriowani z miasta w maju 1945 roku.
Po wojnie ludność ukraińska została poddana represjom, liczne wywózki na wschód, procesy upowców.

## Architektura
- cerkiew Przemienienia Pańskiego (dawny kościół franciszkanów) – zdaniem Grzegorza Rąkowskiego główny zabytek miasta[3]
- młyn z pocz. XX wieku[3]
- Kościół Niepokalanego Poczęcia NMP – ufundowany w 1852 roku służył wiernym do 1945 roku; następnie użytkowany jako magazyn, w 1985 roku wysadzony w powietrze. Świątynię odbudowano według starych planów po upadku ZSRR[3]
- zamek[7] – w XIX wieku był w ruinie[3]